# Emmesomyia rufonigra
Emmesomyia rufonigra är en tvåvingeart som beskrevs av Willi Hennig 1952. Emmesomyia rufonigra ingår i släktet Emmesomyia och familjen blomsterflugor. Inga underarter finns listade i Catalogue of Life.